# 시린나이가오
시린나이가오(위구르어: شىرىناي گاۋ, 중국어: 希林娜依·高, 병음: Xīlínnàyī·Gāo, 한자음: 희림나이고, Shirinay Gaw, 1998년 7월 31일 ~ )는 중국의 가수이자 무용가로, 중국의 걸 그룹 경당소녀 303의 일원이다. Curley G／Curley Gao를 예명으로 활동하고 있다. 소속사는 꿈의 목소리이다. 팬덤명은 「컬리」 (颗粒)이며, 상징색은 「컬리 블루」 (颗粒蓝)이다.  

## 내력
2020년 5월 2일, 동영상 사이트 플랫폼 텐센트 비디오에서 개최한 걸 그룹 결성 프로젝트 서바이벌 프로그램 《창조영 2020》에 참가하였다. 7월 4일, 최종 순위 발표식에서 '제1위'를 차지하여, 프로젝트 그룹 경당소녀 303의 일원이 되었다.